# Sèrie numismàtica Ceràmica Precolombina Peruana
Ceràmica Precolombina Peruana (Cerámica Precolombina Peruana en castellà) és una sèrie numismàtica del sol peruà posada en circulació pel Banc Central de Reserva del Perú a partir del 17 d'octubre de 2024. La col·lecció consta d'un total d'onze monedes, que busca difondre, a través d'un mitjà de pagament d'ús massiu, el valuós patrimoni cultural del país, així com incentivar la cultura numismàtica del país.

## Característiques
En l'anvers s'observa l'Escut d'Armes del Perú envoltat de la llegenda Banc Central de Reserva del Perú, l'any d'encunyació de la moneda i un polígon inscrit de vuit costats. En el revers s'observa la imatge d'una peça de ceràmica corresponent a un període històric.

## Monedes de la sèrie
| Sèrie Numismàtica "Ceràmica Precolombina Peruana" | Sèrie Numismàtica "Ceràmica Precolombina Peruana" | Sèrie Numismàtica "Ceràmica Precolombina Peruana" | Sèrie Numismàtica "Ceràmica Precolombina Peruana" |
| Ordre                                             | Imatge                                            | Emissió                                           | Motiu                                             |
| ------------------------------------------------- | ------------------------------------------------- | ------------------------------------------------- | ------------------------------------------------- |
| 1°                                                |                                                   | 17 d'octubre de 2024                              | Període Formatiu                                  |
| 2°                                                |                                                   | 19 de desembre de 2024                            | Cultura Mochica                                   |